# Cuarto período legislativo de la Asamblea Nacional del Ecuador
El iv período legislativo de la Asamblea Nacional del Ecuador corresponde a las sesiones del parlamento elegido en las elecciones de 2021, el cual se instaló el 14 de mayo de 2021 con el mandato de sesionar hasta el 14 de mayo de 2025. Sin embargo, el 17 de mayo de 2023, el presidente Guillermo Lasso dispuso su disolución en aplicación del artículo 148 de la Constitución Nacional, denominado «muerte cruzada», argumentando en su decreto «grave crisis política y conmoción interna»; y convocando a elecciones presidenciales y legislativas extraordinarias, produciéndose así un interregno desde el momento de la disolución hasta la instalación de la nueva Asamblea elegida para completar el periodo parlamentario de la asamblea disuelta hasta el 14 de mayo de 2025.

## Antecedentes
En 2017 Alianza País impulsó la candidatura de Lenín Moreno para las elecciones de 2017.  El gobierno de Moreno solo obtuvo una mayoría simple durante el tercer período legislativo de la Asamblea Nacional. El tercer período legislativo inició funciones el 14 de mayo de 2017, diez días antes de la posesión de mando del Ejecutivo.
En la composición original del tercer período legislativo, Alianza País mantenía su mayoría (aunque reducida en comparación al segundo período) con respecto a la segunda fuerza política de la denominada Alianza por el Cambio (coalición de los movimientos CREO y SUMA) que solo integraba a 34 curules. Al cabo de poco tiempo, las relaciones de Lenín Moreno con el expresidente Correa fueron deteriorándose, a tal punto de que se produjo una división en Alianza País entre morenistas (afines al presidente Moreno) y correístas (afines al expresidente Correa), que desembocó en el retiro de funciones del vicepresidente Jorge Glas Espinel, y su posterior enjuiciamiento y encarcelación, la destitución de José Serrano como presidente de la Asamblea, la desafiliación de varios asambleístas del movimiento político quedando como independientes.
Tras la salida de Serrano como presidente de la AN, asumió Elizabeth Cabezas por lo que restaba del primer bienio hasta el 14 de mayo de 2019. Para el segundo bienio, la presidencia del Legislativo recayó sobre César Litardo Caicedo, de igual manera se nombró a César Solórzano (de Sociedad Patriótica) como primer vicepresidente, y Patricio Donoso Chiriboga (de CREO) como segundo vicepresidente.
En las elecciones legislativas de 2021, se aplicó una reforma al método de asignación de escaños que promueve la proporcionalidad. El 14 de mayo se instaló el Cuarto período legislativo de la Asamblea Nacional del Ecuador.

## Asamblea (2021-2023)

### Escenario postelectoral
Las elecciones legislativas de Ecuador de 2021 se celebraron el 7 de febrero de ese año para la elección de los 137 asambleístas que ocuparían los escaños que conforman el cuarto período legislativo de la Asamblea Nacional del Ecuador para el período 2021-2025. 
La coalición Unión por la Esperanza UNES, conformada por los movimientos Centro Democrático (Lista 1) y Fuerza Compromiso Social (Lista 5), obtuvieron 48 escaños consolidándose como la primera fuerza con una mayoría simple. Esta misma alianza impulsó la candidatura presidencial de Andrés Arauz, quien quedó en primer lugar en la primera vuelta electoral, sin embargo, fue derrotado en el balotaje. La UNES no contó con el apoyo de ninguna otra filiación política.
Contra todo pronóstico, y obteniendo resultados históricos (con respecto a elecciones pasadas desde sus orígenes), el movimiento indígena Pachakutik obtuvo una cantidad de 27 escaños para la Asamblea, lo que la consolida como la segunda fuerza dentro del órgano legislativo.
El Partido Social Cristiano, que en elecciones anteriores había disminuido su participación, logró adjudicarse 19 escaños, muy de cerca de la Izquierda Democrática, que con 18 asientos logró revertir muchos años de escasa representatividad en la Función Legislativa.
El movimiento CREO, que en el tercer período legislativo tuvo 17 puestos, vio reducidos sus escaños para la elección del 2017, logrando solo 12. Aunque, el movimiento disminuyó su representación en la Asamblea, en las elecciones presidenciales en alianza con el Partido Social Cristiano, su candidato Guillermo Lasso logró ganar en el balotaje frente al candidato de UNES y obtuvo la presidencia de la República, pasando CREO a ser el partido oficialista.

### Sesión de posesión
Los asambleístas del iv período tomaron posesión de sus funciones el 14 de mayo de 2021, en el Palacio Legislativo, diez días antes de la posesión de Lasso como Presidente de la República, el próximo 24 de mayo de 2021. La sesión se inauguró siendo encabezada por los asambleístas que obtuvieron la mayor cantidad de votos: Pierina Correa (UNES), Wilma Andrade (ID) y Salvador Quishpe (PK). Durante esta sesión, de conformidad con la Constitución, se tramitó la designación de las nuevas autoridades para el bienio 2021-2022. El asambleísta Esteban Torres Cobo mocionó como candidato a la presidencia del Legislativo a Henry Kronfle (PSC), algo que días previos a la instalación del período se rumoraba, gracias a una negociación entre CREO, PSC y UNES; sin embargo, en la votación logró solo 68 votos de los 70 necesarios, debido a que la bancada de CREO se abstuvo de votar. El asambleísta Luis Almeida propuso una reconsideración que aumentó a 69 los votos, pero igual no alcanzó. En vista de aquello, los socialcristianos emitieron un comunicado de prensa diciendo que habían roto la alianza que tenían con CREO. El asambleísta Rafael Lucero propuso el nombre de Salvador Quishpe (PK) para la presidencia, contando con un apoyo de únicamente 44 votos. Luego Juan Fernando Flores (CREO) propuso así mismo a Rina Campaín, con una terna de Quishpe para la primera vicepresidencia, y Bella Jiménez (ID) para la segunda vicepresidencia; sin embargo, esta terna solo alcanzó 24 votos de apoyo. La sesión fue suspendida para el otro día.

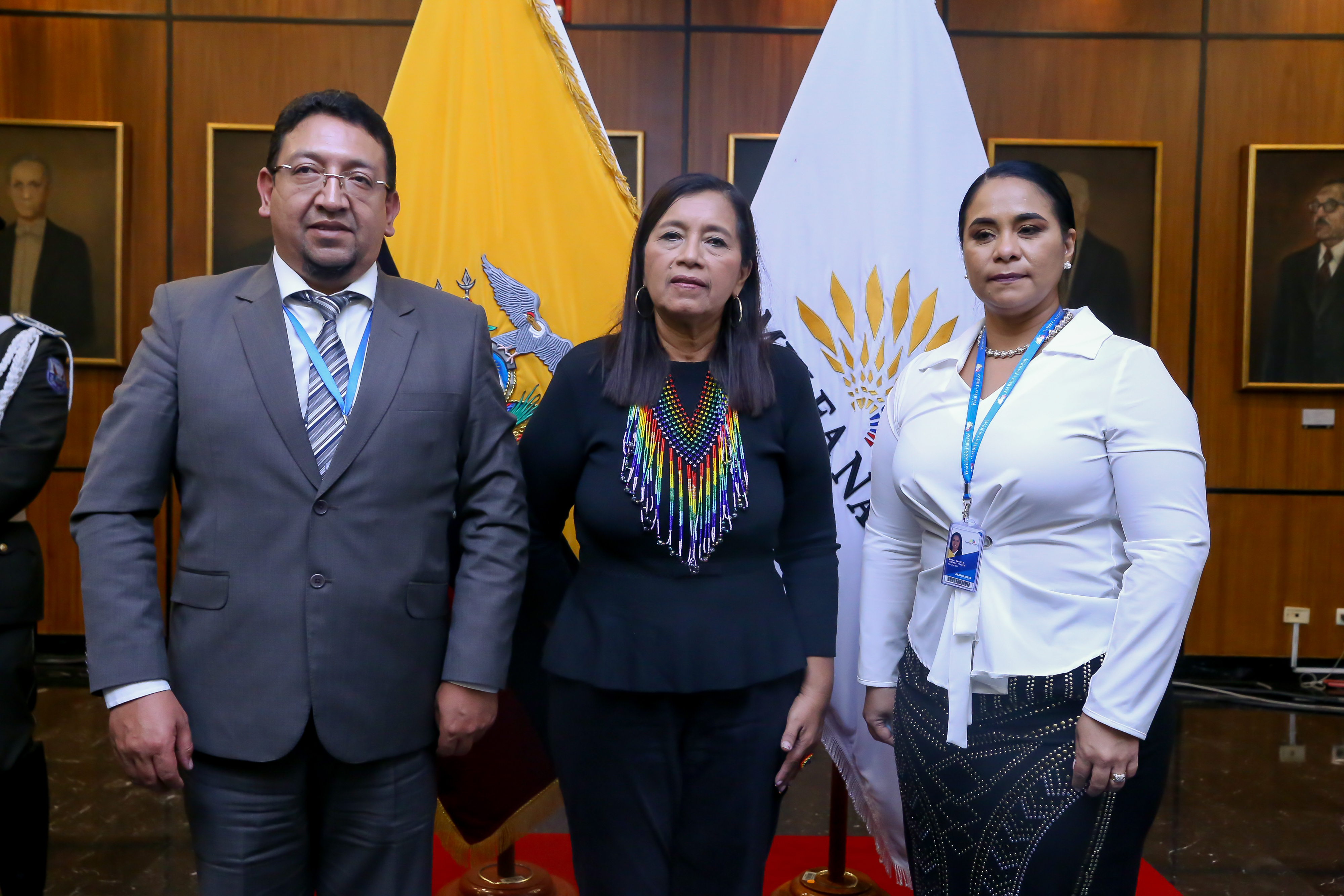
La presidenta de la Asamblea Nacional, Guadalupe Llori (en el centro), junto al primer vicepresidente Virgilio Saquicela (izquierda) y a la segunda vicepresidenta Bella Jiménez.

En la reinstalación del 15 de mayo de 2021, los asambleístas Esteban Torres y Dallyana Passailaigue -ambos del Partido Social Cristiano- presentaron la moción de reconsideración sobre la moción de Henry Kronfle, obteniendo respuesta de los asambleístas Dalton Bacigalupo y Francisco Jiménez manifestando que no procedía dicha postulación. La opción de postular nuevamente  a Kronfle fue denegada. A raíz de esto, se levantaron asambleístas de CREO y Pachakuik a rodear a Pierina Correa, quien tuvo que salir del pleno resguardada por policías y decretó un receso. Luego del receso, el asambleísta Mario Ruiz (PK) postuló a Guadalupe Llori (PK) a la presidencia de la Asamblea, la cual obtuvo 71 votos de respaldo; seguido de ello, el legislador Juan Fernando Flores presentó una moción de reconsideración que no obtuvo los votos necesarios (67 votos, frente 69), por lo que ratificada Llori como nueva presidenta del Legislativo.
Para la designación de la primera vicepresidencia, el asambleísta Washington Varela -de la bancada del Acuerdo Nacional- mocionó a Virgilio Saquicela (Democracia Sí), quien obtuvo el apoyo de CREO, Pachakutik, y asambleístas independientes, llegando a 71 votos.
Finalmente, Alejandro Jaramillo (ID) mocionó a la asambleísta Bella Jiménez (ID) como segunda vicepresidente. Jiménez obtuvo 71 votos de apoyo; sin embargo, el legislador Luis Bruno Segovia (PK-UP) propuso una reconsideración sobre la votación sobre Jiménez. En la votación de reconsideración se confirmó la elección de Bella Jiménez con 102 votos.
Para concluir la sesión de posesión del nuevo período legislativo se designó a Darwin Pereira Chamba (PK), Nathalie Arias Arias (CREO), Ronny Aleaga Santos (UNES) y Johanna Moreira Córdova, como primer, segunda, tercer y cuarta vocal respectivamente, conformándose de esa manera la Comisión de Administración Legislativa (CAL) para el bienio 2021-2022.

### Composición original
La composición inicial de la Asamblea Nacional, para el cuarto período legislativo, no cuenta con un partido político alguno con mayoría absoluta. La coalición denominada Unión por la Esperanza (UNES) fue el más votado obteniendo 49 escaños, seguido por la alianza Pachakutik-Minka por la Vida con 27 escaños, el Partido Social Cristiano con 18 asientos, la Izquierda Democrática con 18 curules, el Movimiento CREO con 12 escaños, así como otros partidos -con una votación menor- que se asignaron otros 13 escaños más.
| Lista | Lista | Partido / Movimiento                                                                                                 | Asam. |
| ----- | ----- | --- | ----- |
| 1 5   |       | Unión por la Esperanza (UNES) Conformado por: - Centro Democrático (CD) - Fuerza Compromiso Social (FCS)             | 49    |
| 18    |       | Movimiento de Unidad Plurinacional Pachakutik (MUPP)                                                                 | 27    |
| 12    |       | Izquierda Democrática (ID)                                                                                           | 18    |
| 6     |       | Partido Social Cristiano (PSC)                                                                                       | 18    |
| 21    |       | Movimiento CREO, Creando Oportunidades (CREO)                                                                        | 12    |
| 17 51 |       | Alianza Honestidad Conformado por: - Partido Socialista Ecuatoriano (PSE) - Movimiento Concertación (MC)             | 2     |
| 4     |       | Ecuatoriano Unido (EU)                                                                                               | 2     |
| 8     |       | Partido Avanza (Avanza)                                                                                              | 2     |
| 3     |       | Partido Sociedad Patriótica (PSP)                                                                                    | 1     |
| 20    |       | Democracia Sí (MDS)                                                                                                  | 1     |
| 19    |       | Unión Ecuatoriana (UE)                                                                                               | 1     |
| 25    |       | Movimiento Construye (MC25)                                                                                          | 1     |
|       |       | Movimientos Provinciales - Igualdad - Participa Democracia Radical - Movimiento MINGA - Movimiento Acuerdo Ciudadano | 3     |

### Composición final
| Lista          | Lista          | Partido / Movimiento | Asam. |
| -------------- | -------------- | --- | ----- |
| 5              |                | Revolución Ciudadana (RC) | 47    |
| 18             |                | Movimiento de Unidad Plurinacional Pachakutik (MUPP)                                                                           | 24    |
| 12             |                | Izquierda Democrática (ID) | 15    |
| 21             |                | Movimiento CREO, Creando Oportunidades (CREO)                                                                                  | 13    |
| 6              |                | Partido Social Cristiano (PSC)                                                                                                 | 12    |
| 8              |                | Partido Avanza (Avanza) | 2     |
| 3              |                | Partido Sociedad Patriótica (PSP)                                                                                              | 1     |
| 17             |                | Partido Socialista Ecuatoriano (PSE)                                                                                           | 1     |
| 23             |                | Partido SUMA (SUMA) | 1     |
|                |                | Movimientos Provinciales - Igualdad - Movimiento MINGA - Movimiento Acuerdo Ciudadano - Unidos por Pastaza - Movimiento Crecer | 5     |
| Independientes | Independientes | Independientes | 16    |

### Nómina de asambleístas
A continuación se detalla la listas de los asambleístas que pertenecen o han pertenecido al Cuarto período legislativo de la Asamblea Nacional.

### Consejo de Administración Legislativa y autoridades de comisiones legislativas
La Asamblea Nacional tiene un Consejo de Administración Legislativa (CAL), que dirige el parlamento, este consejo está conformado por el presidente, 2 Vicepresidentes, y 4 vocales. Los miembros del CAL se eligen de entre los asambleístas cada 2 años, la primera elección será en la instalación de la Asamblea, el 14 de mayo de 2021, la segunda será en 2023.
Generalmente las 4 vocalías del CAL se asignan según la mayoría según cada bancada legislativa, la primera vocalía corresponde al partido más votado, la segunda al partido que le siga en votación y así sucesivamente, sin embargo depende del Pleno de la Asamblea la designación de las mismas, pero necesitando ser los candidatos parte de una bancada. Para la Presidencia y Vicepresidencias se puede elegir a cualquier asambleísta.

#### Bienio 2021-2023

##### Consejo de Administración Legislativa
| Cargo                   | 2021-2023               | 2021-2023               | 2021-2023                   | 2021-2023                | 2021-2023               | 2021-2023                                   |
| Cargo                   | Asambleísta             | Asambleísta             | Asambleísta                 | Bancada                  | Partido                 | Período                                     |
| ----------------------- | ----------------------- | ----------------------- | --------------------------- | ------------------------ | ----------------------- | ------------------------------------------- |
| Presidencia             |                         |                         | Guadalupe Llori Abarca      | Pachakutik               | MUPP                    | 14 de mayo de 2021 - 31 de mayo de 2022     |
| Presidencia             |                         |                         | Virgilio Saquicela Espinoza | Independientes           | Independiente           | 31 de mayo de 2022 - 14 de mayo de 2023     |
| Primera Vicepresidencia |                         |                         | Virgilio Saquicela Espinoza | Acuerdo Nacional         | Democracia Sí           | 14 de mayo de 2021 - 31 de mayo de 2022     |
| Primera Vicepresidencia |                         |                         | Marcela Holguín Naranjo     | UNES                     | RC                      | 21 de julio de 2022 - 14 de mayo de 2023    |
| Segunda Vicepresidencia |                         |                         | Bella Jiménez Torres        | Izquierda Democrática    | ID                      | 14 de mayo de 2021 - 12 de octubre de 2021  |
| Segunda Vicepresidencia |                         |                         | Yeseña Guamaní Vásquez      | Izquierda Democrática    | ID                      | 28 de octubre de 2021 - 14 de julio de 2022 |
| Segunda Vicepresidencia |                         |                         | Darwin Pereira Chamba       | Pachakutik               | MUPP                    | 21 de julio de 2022 - 14 de mayo de 2023    |
| Primera Vocalía         |                         |                         | Darwin Pereira Chamba       | Pachakutik               | MUPP                    | 14 de mayo de 2021 - 21 de julio de 2022    |
| Primera Vocalía         |                         |                         | Esteban Torres Cobo         | Partido Social Cristiano | PSC                     | 21 de julio de 2022 - 14 de mayo de 2023    |
| Segunda Vocalía         |                         |                         | Nathalie Arias Arias        | Acuerdo Nacional         | CREO                    | 14 de mayo de 2021 - 14 de mayo de 2023     |
| Tercera Vocalía         |                         |                         | Ronny Aleaga Santos         | UNES                     | RC                      | 14 de mayo de 2021 - 14 de mayo de 2023     |
| Cuarta Vocalía          |                         |                         | Johanna Moreira Córdova     | Izquierda Democrática    | ID                      | 14 de mayo de 2021 - 14 de mayo de 2023     |
| Secretaría General      | Álvaro Salazar Paredes  | Álvaro Salazar Paredes  | Álvaro Salazar Paredes      | Álvaro Salazar Paredes   | Álvaro Salazar Paredes  | 25 de mayo de 2021 - 14 de mayo de 2023     |
| Prosecretaría General   | Carlos Iglesias Delgado | Carlos Iglesias Delgado | Carlos Iglesias Delgado     | Carlos Iglesias Delgado  | Carlos Iglesias Delgado | 25 de mayo de 2021 - 14 de mayo de 2023     |

##### Autoridades de las Comisiones Legislativas
| Comisiones Permanentes                                                                | Presidente | Presidente             | Presidente       | Presidente | Vicepresidente   | Vicepresidente      | Vicepresidente   | Vicepresidente |
| Comisiones Permanentes                                                                | Nombre     | Nombre                 | Bancada          | Partido    | Nombre           | Nombre              | Bancada          | Partido        |
| ------------------------------------------------------------------------------------- | ---------- | ---------------------- | ---------------- | ---------- | ---------------- | ------------------- | ---------------- | -------------- |
| Justicia y Estructura del Estado                                                      |            | Alejandro Jaramillo    | ID               | ID         |                  | Dina Farinango      | Pachakutik       | MUPP           |
| Derechos de los Trabajadores y la Seguridad Social                                    |            | Rina Campain           | Acuerdo Nacional | CREO       |                  | Luis Marcillo       | ID               | ID             |
| Régimen Económico y Tributario de Regulación y Control                                |            | Mireya Pazmiño         | Pachakutik       | MUPP       |                  | Johnny Terán B.     | PSC              | PSC            |
| Fiscalización y Control Político                                                      |            | Fernando Villavicencio | Ind.             | Ind.       |                  | Ana Belén Cordero   | Acuerdo Nacional | CREO           |
| Desarrollo Económico, Productivo y Microempresa                                       |            | Daniel Noboa           | Ind.             | Ind.       |                  | Wilma Andrade       | ID               | ID             |
| Soberanía, Integración y Seguridad Integral                                           |            | Ramiro Narváez         | ID               | ID         |                  | María Aquino        | Acuerdo Nacional | Únete          |
| Soberanía, Integración y Seguridad Integral                                           |            | Ramiro Narváez         | ID               | ID         | Patricia Nuñez   | UNES                | RC               |                |
| Relaciones Internacionales y Movilidad Humana                                         |            | Juan Fernando Flores   | Acuerdo Nacional | CREO       |                  | Jessica Castillo    | Pachakutik       | MUPP           |
| Biodiversidad y Recursos Naturales                                                    |            | Washington Varela      | Acuerdo Nacional | PSP        |                  | Consuelo Vega       | Pachakutik       | MUPP           |
| Soberanía Alimentaria y Desarrollo Agropecuario y Pesquero                            |            | Mariano Curicama       | Acuerdo Nacional | MINGA      |                  | Lucía Placencia     | ID               | ID             |
| Soberanía Alimentaria y Desarrollo Agropecuario y Pesquero                            |            | Joao Acuña             | UNES             | RC         |                  | Lucía Placencia     | ID               | ID             |
| Gobiernos Autónomos, Descentralización, Competencias y Organización Territorial       |            | Celestino Chumpi       | Pachakutik       | MUPP       |                  | Yeseña Guamaní      | ID               | ID             |
| Gobiernos Autónomos, Descentralización, Competencias y Organización Territorial       |            | Celestino Chumpi       | Pachakutik       | MUPP       | Patricia Sánchez | Pachakutik          | MUPP             |                |
| Educación, Cultura, Ciencia, Tecnología y Saberes Ancestrales                         |            | Manuel Medina          | Pachakutik       | MUPP       |                  | Rocío Guanoluisa    | ID               | ID             |
| Derecho a la Salud y Deporte                                                          |            | Marcos Molina          | ID               | ID         |                  | María José Plaza    | Acuerdo Nacional | CREO           |
| Transparencia, Participación Ciudadana y Control Social                               |            | Ferdinan Álvarez       | UNES             | RC         |                  | Nathalie Viteri     | PSC              | PSC            |
| Garantías Constitucionales, Derechos Humanos, Derechos Colectivos e Interculturalidad |            | José Cabascango        | Pachakutik       | MUPP       |                  | Victoria Desintonio | UNES             | RC             |
| Protección Integral a Niñas, Niños y Adolescentes                                     |            | Pierina Correa         | UNES             | RC         |                  | Lenin Mera          | UNES             | RC             |
| Comité de Ética                                                                       |            | José Chimbo            | Pachakutik       | MUPP       |                  |                     |                  |                |
| Comisiones Ocasionales                                                                |            |                        |                  |            |                  |                     |                  |                |
| Tratamiento de las enmiendas constitucionales                                         |            | Francisco Jiménez      | Acuerdo Nacional | CREO       |                  | Isabel Enrríquez    | Pachakutik       | MUPP           |
| Tratamiento de las enmiendas constitucionales                                         |            | Esteban Torres         | PSC              | PSC        |                  | Isabel Enrríquez    | Pachakutik       | MUPP           |
| Tratamiento de las enmiendas constitucionales                                         |            | Isabel Enrríquez       | Pachakutik       | MUPP       |                  | Blanca Sacancela    | Acuerdo Nacional | CREO           |
| Verdad, Justicia y Reparación del Caso María Belén Bernal                             |            | Ana Herrera            | UNES             | RC         |                  | Yeseña Guamaní      | ID               | ID             |
| Verdad, Justicia y lucha contra la corrupción, caso "El Gran Padrino"                 |            | Viviana Veloz          | UNES             | RC         |                  | Mireya Pazmiño      | Ind.             | MUPP           |

Fuente:

#### Bienio 2023-2025
Este período legislativo fue suspendido tras la disolución de la Asamblea Nacional por el presidente Guillermo Lasso. El segundo bienio del IV período legislativo continuó tras la renovación de las asamblea en las elecciones legislativas de Ecuador de 2023.

##### Consejo de Administración Legislativa (2023)
| Cargo                   | 2023        | 2023        | 2023                        | 2023                     | 2023          | 2023                                  |
| Cargo                   | Asambleísta | Asambleísta | Asambleísta                 | Bancada                  | Partido       | Período                               |
| ----------------------- | ----------- | ----------- | --------------------------- | ------------------------ | ------------- | ------------------------------------- |
| Presidencia             |             |             | Virgilio Saquicela Espinoza | Independientes           | Independiente | 14 de mayo de 2023-17 de mayo de 2023 |
| Primera Vicepresidencia |             |             | Marcela Holguín Naranjo     | UNES                     | RC            | 14 de mayo de 2023-17 de mayo de 2023 |
| Segunda Vicepresidencia |             |             | Esteban Torres Cobo         | Partido Social Cristiano | PSC           | 14 de mayo de 2023-17 de mayo de 2023 |
| Primera Vocalía         |             |             | Viviana Veloz Ramírez       | UNES                     | RC            | 14 de mayo de 2023-17 de mayo de 2023 |
| Segunda Vocalía         |             |             | Ángel Maita Zapata          | Pachakutik               | MUPP          | 14 de mayo de 2023-17 de mayo de 2023 |
| Tercera Vocalía         |             |             | Yeseña Guamaní Vásquez      | Independientes           | ID            | 14 de mayo de 2023-17 de mayo de 2023 |
| Cuarta Vocalía          |             |             | Jorge Abedrabbo García      | Partido Social Cristiano | PSC           | 14 de mayo de 2023-17 de mayo de 2023 |

Fuente:

## Asamblea renovada (2023-2025)
Como consecuencia de la disolución de la Asamblea por el presidente Guillermo Lasso, en agosto de 2023 se llevarán a cabo las elecciones legislativas que darán como resultado la conformación de la nueva asamblea encargada de completar el periodo parlamentario hasta el 14 de mayo de 2025.

### Composición original
| Lista   | Lista | Partido / Movimiento | Asam. |
| ------- | ----- | --- | ----- |
| 5       |       | Revolución Ciudadana (RC) | 52    |
| 25      |       | Movimiento Construye (MC25) | 29    |
| 6       |       | Partido Social Cristiano (PSC) | 14    |
| 4 35    |       | Acción Democrática Nacional (ADN) - Pueblo, Igualdad y Democracia (PID) - Movimiento MOVER | 14    |
| 8 23    |       | Actuemos - Partido Avanza - Partido SUMA | 8     |
| 18      |       | Movimiento de Unidad Plurinacional Pachakutik (MUPP) | 4     |
| 3       |       | Partido Sociedad Patriótica (PSP) | 3     |
| 2 17 20 |       | Claro Que Se Puede - Unidad Popular (UP) - Partido Socialista Ecuatoriano (PSE) - Democracia Sí (MDS) | 3     |
| 33      |       | Movimiento RETO | 2     |
| 1       |       | Centro Democrático (CD) | 1     |
| 16      |       | Movimiento AMIGO | 1     |
|         |       | Movimientos Provinciales - Movimiento Social Conservador (Carchi) - Unidos por Pastaza (Pastaza) - Semilla (Pastaza) - Creyendo en Nuestra Gente (Santa Elena) - Únete (Santa Elena) - Sembramos Más (Sucumbíos) | 6     |

### Composición actual
| Lista          | Lista          | Partido / Movimiento | Asam. |
| -------------- | -------------- | --- | ----- |
| 5              |                | Revolución Ciudadana (RC) | 47    |
| 7              |                | Acción Democrática Nacional (ADN) | 20    |
| 6              |                | Partido Social Cristiano (PSC) | 18    |
| 25             |                | Movimiento Construye (MC25) | 14    |
| 18             |                | Movimiento de Unidad Plurinacional Pachakutik (MUPP) | 4     |
| 23             |                | Partido SUMA | 4     |
| 8              |                | Avanza | 2     |
| 3              |                | Partido Sociedad Patriótica (PSP) | 1     |
| 33             |                | Movimiento RETO | 1     |
| 2              |                | Unidad Popular (UP) | 1     |
| 4              |                | Pueblo, Igualdad y Democracia (PID) | 1     |
|                |                | Movimientos Provinciales - Movimiento Social Conservador (Carchi) - Sur Unido Regional (El Oro) - Amor, Fe y Esperanza (El Oro) - Unidos por Pastaza (Pastaza) - Semilla (Pastaza) - Creyendo en Nuestra Gente (Santa Elena) - Únete (Santa Elena) - Sembramos Más (Sucumbíos) | 8     |
| Independientes | Independientes | Independientes | 16    |

### Nómina de asambleístas
A continuación se detalla la listas de los asambleístas que pertenecen o han pertenecido al Cuarto período legislativo de la Asamblea Nacional tras su renovación en las Elecciones legislativas de Ecuador de 2023.

### Consejo de Administración Legislativa y autoridades de comisiones legislativas

#### Bienio 2023-2025

##### Consejo de Administración Legislativa
| Cargo                   | 2023-2025                | 2023-2025                | 2023-2025                     | 2023-2025                   | 2023-2025                | 2023-2025                                      |
| Cargo                   | Asambleísta              | Asambleísta              | Asambleísta                   | Bancada                     | Partido                  | Período                                        |
| ----------------------- | ------------------------ | ------------------------ | ----------------------------- | --------------------------- | ------------------------ | ---------------------------------------------- |
| Presidencia             |                          |                          | Henry Kronfle Kozhaya         | Partido Social Cristiano    | PSC                      | 17 de noviembre de 2023 - 2 de octubre de 2024 |
| Presidencia             |                          |                          | Viviana Veloz Ramírez         | Bancada Ciudadana           | RC                       | 2 de octubre de 2024 - 13 de mayo de 2025      |
| Primera Vicepresidencia |                          |                          | Viviana Veloz Ramírez         | Bancada Ciudadana           | RC                       | 17 de noviembre de 2023 - 2 de octubre de 2024 |
| Primera Vicepresidencia |                          |                          | Otto Vera Palacios            | Partido Social Cristiano    | Únete                    | 29 de octubre de 2024 - 13 de mayo de 2025     |
| Segunda Vicepresidencia |                          |                          | Eckenner Recalde Álava        | Acción Democrática Nacional | ADN                      | 17 de noviembre de 2023 - 13 de mayo de 2025   |
| Primera Vocalía         |                          |                          | Esther Cuesta Santana         | Bancada Ciudadana           | RC                       | 17 de noviembre de 2023 - 13 de mayo de 2025   |
| Segunda Vocalía         |                          |                          | Diego Matovelle Vera          | Acción Democrática Nacional | ADN                      | 17 de noviembre de 2023 - 13 de mayo de 2025   |
| Tercera Vocalía         |                          |                          | Alexandra Castillo Campoverde | Partido Social Cristiano    | PSC                      | 28 de noviembre de 2023 - 13 de mayo de 2025   |
| Cuarta Vocalía          |                          |                          | Jorge Acaiturri-Villa Varas   | Partido Social Cristiano    | PSC                      | 17 de noviembre de 2023 - 13 de mayo de 2025   |
| Secretaría General      | Alejandro Muñoz Hidalgo  | Alejandro Muñoz Hidalgo  | Alejandro Muñoz Hidalgo       | Alejandro Muñoz Hidalgo     | Alejandro Muñoz Hidalgo  | 17 de noviembre de 2023 - 13 de mayo de 2025   |
| Prosecretaría General   | María Soledad Rocha Díaz | María Soledad Rocha Díaz | María Soledad Rocha Díaz      | María Soledad Rocha Díaz    | María Soledad Rocha Díaz | 17 de noviembre de 2023 - 13 de mayo de 2025   |

##### Autoridades de las Comisiones Legislativas
| Comisiones Permanentes                                                                      | Presidente | Presidente          | Presidente | Presidente | Vicepresidente | Vicepresidente        | Vicepresidente | Vicepresidente |
| Comisiones Permanentes                                                                      | Nombre     | Nombre              | Bancada    | Partido    | Nombre         | Nombre                | Bancada        | Partido        |
| ------------------------------------------------------------------------------------------- | ---------- | ------------------- | ---------- | ---------- | -------------- | --------------------- | -------------- | -------------- |
| Justicia y Estructura del Estado                                                            |            | Fernando Cedeño     | BC         | RC         |                | María Fernanda Araujo | Ind.           | Ind.           |
| Derechos de los Trabajadores y la Seguridad Social                                          |            | Johnny Terán B.     | PSC        | PSC        |                | Marcela Holguín       | BC             | RC             |
| Régimen Económico y Tributario de Regulación y Control                                      |            | Nathaly Farinango   | ADN        | ADN        |                | Jorge Álvarez         | PSC            | PSC            |
| Fiscalización y Control Político                                                            |            | Pamela Aguirre      | BC         | RC         |                | Luis Alvarado         | ADN            | ADN            |
| Desarrollo Económico, Productivo y Microempresa                                             |            | Valentina Centeno   | ADN        | ADN        |                | Blasco Luna           | BC             | RC             |
| Soberanía, Integración y Seguridad Integral                                                 |            | Inés Alarcón        | ADN        | ADN        |                | Leonardo Berrezueta   | BC             | RC             |
| Relaciones Internacionales y Movilidad Humana                                               |            | Jonathan Parra      | Ind.       | Ind.       |                | Raisa Corral          | BC             | RC             |
| Biodiversidad y Recursos Naturales                                                          |            | Guido Vargas        | ADN        | Ind.       |                | Yadira Bayas          | ADN            | ADN            |
| Soberanía Alimentaria y Desarrollo Agropecuario y Pesquero                                  |            | Jaminton Intriago   | PSC        | PSC        |                | Lorena Rosado         | ADN            | ADN            |
| Gobiernos Autónomos, Descentralización, Competencias y Organización Territorial             |            | Victoria Desintonio | BC         | RC         |                | Carlos Vera Mora      | PSC            | PSC            |
| Educación, Cultura, Ciencia, Tecnología y Saberes Ancestrales                               |            | Zolanda Plúas       | PSC        | PSC        |                | Mauricio Zambrano     | BC             | RC             |
| Derecho a la Salud y Deporte                                                                |            | Jorge Guevara       | ADN        | ADN        |                | Ana Herrera           | BC             | RC             |
| Transparencia, Participación Ciudadana y Control Social                                     |            | Patricio Chavez     | BC         | RC         |                | Esperanza Moreta      | PSC            | MSCC           |
| Garantías Constitucionales, Derechos Humanos, Derechos Colectivos e Interculturalidad       |            | Paola Cabezas       | BC         | RC         |                | Adrián Castro         | ADN            | ADN            |
| Protección Integral a Niñas, Niños y Adolescentes                                           |            | Pierina Correa      | BC         | RC         |                | Samuel Celleri        | PSC            | PSC            |
| Comité de Ética                                                                             |            | Jhajaira Uresta     | BC         | RC         |                | Lucía Jaramillo       | ADN            | ADN            |
| Comisiones Ocasionales                                                                      |            |                     |            |            |                |                       |                |                |
| Investigación del asesinato de Fernando Villavicencio                                       |            | Viviana Zambrano    | Construye  | MC25       |                | Adrian Castro         | ADN            | ADN            |
| Tratamiento de las enmiendas constitucionales                                               |            | Otto Vera           | PSC        | Únete      |                | Sofía Sanchez         | PSC            | PSC            |
| Tratamiento de los Proyectos de Ley de la Consulta Popular y Referéndum 2024                |            | Carlos Vera Mora    | PSC        | PSC        |                | Lucía Posso           | Ind.           | Avanza         |
| Economía Popular y Solidaria                                                                |            | Marcelo Achi        | PSC        | PSC        |                | Patricia Nuñez        | BC             | RC             |
| Análisis del Informe de Labores del Presidente de la República                              |            | José Vallejo        | BC         | RC         |                | Rosa Baltazar         | Pachakutik     | MUPP           |
| Investigación de Irregularidades en la Administración Pública                               |            | Jaime Moreno        | Construye  | MC25       |                | Mariana Yumbay        | Pachakutik     | MUPP           |
| Circunscripción Territorial Especial Amazónica                                              |            | Roberto Cerda       | PSC        | PSC        |                | Andrea Rivadeneira    | PSC            | Ind.           |
| Verdad, Justicia y Reparación del caso de la subteniente del Ejército, Aidita Ati Gavilánez |            | Patricia Nuñez      | BC         | RC         |                | Luzmilla Abad         | Pachakutik     | MUPP           |
| Reforma Constitucional (Bases militares extranjeras)                                        |            | Gissella Garzón     | BC         | RC         |                | Rafael Dávila         | Ind.           | SUMA           |
| Reforma Constitucional (Eliminación de financiamiento a partidos políticos)                 |            | Lucía Posso         | Ind.       | Avanza     |                | Arisdely Parrales     | BC             | RC             |

## Labor Legislativa y de Fiscalización
En el anexo se detallan las leyes aprobadas y la labor fiscalizadora del Cuarto Período de la Asamblea Nacional.

## Bancadas legislativas
Las bancadas legislativas, también conocidas como bloques, son las agrupaciones políticas oficiales dentro de la Asamblea, con derecho a formar parte del CAL y a tener autoridades dentro de las diferentes comisiones legislativas, siendo necesario tener como mínimo un 10% de los asambleístas totales para poder ser conformadas. 

### Bienio 2021-2023
| Bancada | Bancada                                             | Partidos / Movimientos | Posición           | #  |
| ------- | --------------------------------------------------- | --- | ------------------ | -- |
|         | Unión por la Esperanza                              | - Movimiento Centro Democrático (CD) (2021-2022) - Revolución Ciudadana (RC) | Oposición          | 47 |
|         | Acuerdo Nacional (2021-2023) Bancada Ecuador (2023) | - Movimiento CREO, Creando Oportunidades (CREO) | Oficialista        | 24 |
|         | Acuerdo Nacional (2021-2023) Bancada Ecuador (2023) | - Partido Avanza (Avanza) - Partido Sociedad Patriótica (PSP) - 5 Independientes - Movimiento Construye (MC25) (2021 - 2022) - Ecuatoriano Unido (MEU) (2021)                                                                        | Oficialista        | 24 |
|         | Acuerdo Nacional (2021-2023) Bancada Ecuador (2023) | - Movimiento MINGA (Chimborazo) - Unidos por Pastaza (Pastaza) - Movimiento Crecer (Los Ríos) (desde 2022) - Igualdad (Azuay) (2021 - 2022) - Únete (Santa Elena) (2021-2022) - Movimiento Acuerdo Ciudadano (Sucumbíos) (2021-2022) | Oficialista        | 24 |
|         | Pachakutik                                          | - Movimiento de Unidad Plurinacional Pachakutik (MUPP) | No determinado     | 22 |
|         | Izquierda Democrática                               | - Izquierda Democrática (ID) | Aliado oficialista | 12 |
|         | Partido Social Cristiano y Aliados                  | - Partido Social Cristiano (PSC) | Oposición          | 12 |
|         | Partido Social Cristiano y Aliados                  | - Madera de Guerrero (Guayas) - Tiempo de Cambio (Tungurahua) | Oposición          | 12 |

Fuente:

### Bienio 2023-2025
| Bancada | Bancada                            | Partidos / Movimientos | Posición    | #  | Ref.   |
| ------- | ---------------------------------- | --- | ----------- | -- | ------ |
|         | Bancada Ciudadana (BC)             | Revolución Ciudadana (RC) | Oposición   | 48 | [ 24 ] |
|         | Bancada Ciudadana (BC)             | - Movimiento RETO (2024-2025) | Oposición   | 48 | [ 24 ] |
|         | Bancada Ciudadana (BC)             | - PLAN (El Oro) | Oposición   | 48 | [ 24 ] |
|         | Construye                          | Movimiento Construye (MC25) | Oposición   | 14 | [ 24 ] |
|         | Partido Social Cristiano y Aliados | Partido Social Cristiano (PSC) | Oposición   | 24 | [ 24 ] |
|         | Partido Social Cristiano y Aliados | - Movimiento Social Conservador (Carchi) - Madera de Guerrero (Guayas) - Caminantes (Manabí) - Únete (Santa Elena) - Positivo (Santo Domingo)  | Oposición   | 24 | [ 24 ] |
|         | Acción Democrática Nacional (ADN)  | Acción Democrática Nacional (ADN) (2024-presente) Pueblo, Igualdad y Democracia (PID) Movimiento MOVER (2023-2024)                             | Oficialista | 29 | [ 25 ] |
|         | Acción Democrática Nacional (ADN)  | - Centro Democrático (CD) (2023-2024) - Movimiento RETO (2023-2024) - Partido SUMA (2023-2024) - Movimiento AMIGO (2023-2024) - Independientes | Oficialista | 29 | [ 25 ] |
|         | Acción Democrática Nacional (ADN)  | - Semilla (Pastaza) - Creyendo en Nuestra Gente (Santa Elena) - Sur Unido Regional, SUR (El Oro)                                               | Oficialista | 29 | [ 25 ] |

#### Bloques compuestos posteriormente
Se formaron varios grupos parlamentarios adicionales durante el trascurso del este período legislativo debido a que no cumplieron los requisitos para conformar una bancada o tener discrepancias y rupturas en las mismas.
| Bloques | Bloques                                              | Partidos / Movimientos                               | Posición  | # | Ref    |
| ------- | ---------------------------------------------------- | ---------------------------------------------------- | --------- | - | ------ |
|         | Pachakutik                                           | Pachakutik (MUPP)                                    | Oposición | 4 | [ 26 ] |
|         | Frente Independiente Democrático (FID) (2023 - 2024) | - Partido Sociedad Patriótica (PSP) - Independientes | Oposición | 7 | [ 27 ] |